# Сер Річард Пайн

Герб баронетів Тайнт.

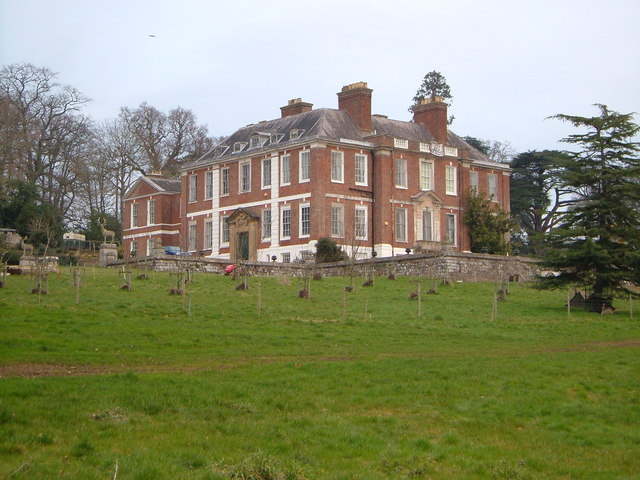
Пайн-Хаус в графстві Девон.

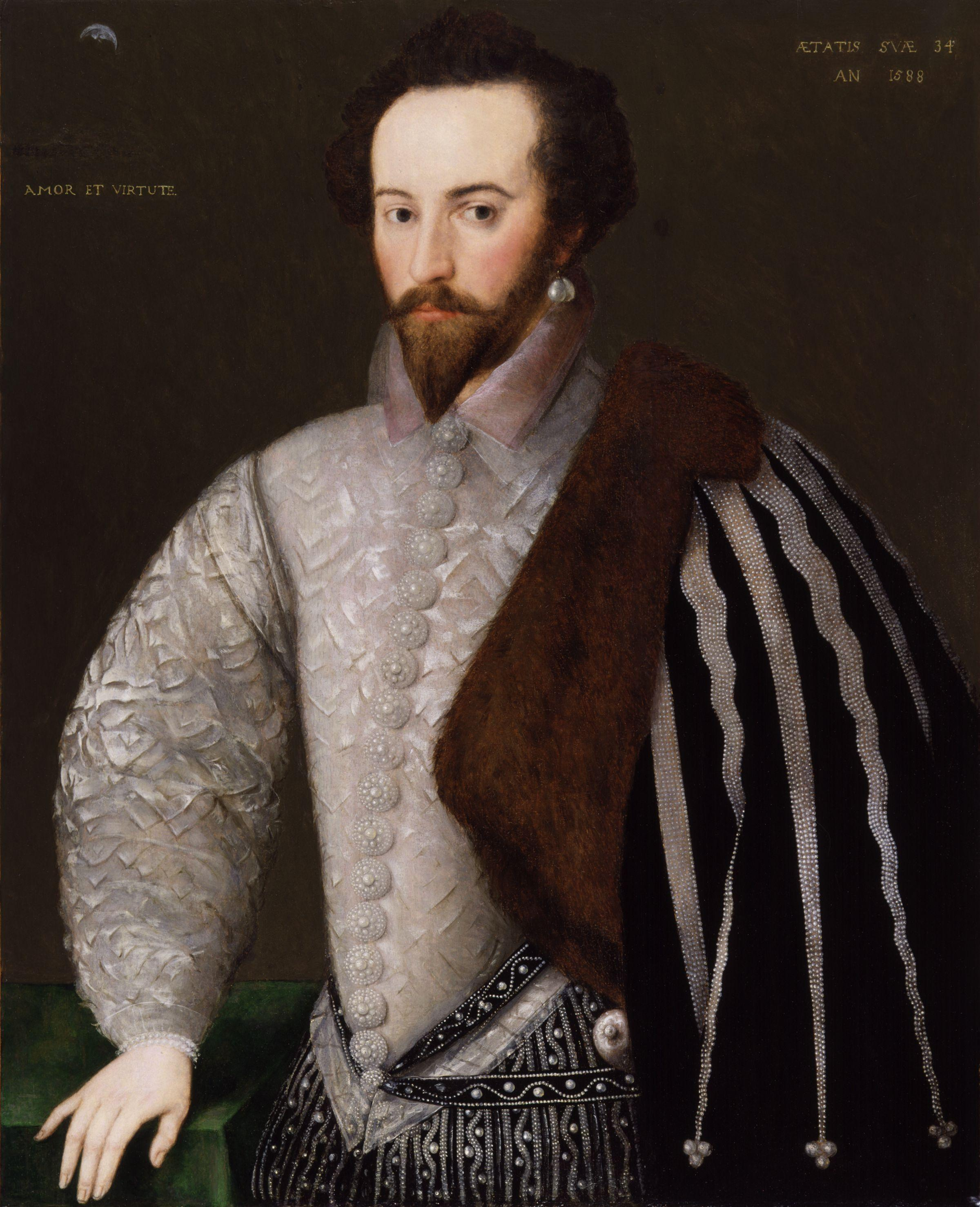
Сер Волтер Рейлі (1552—1618).

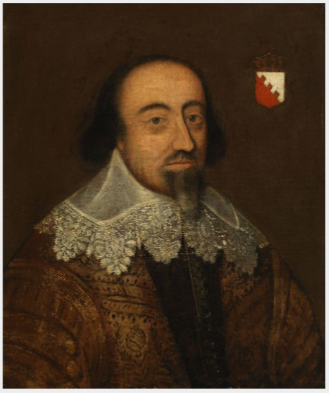
Річард Бойл (1566—1643) — І граф Корк.

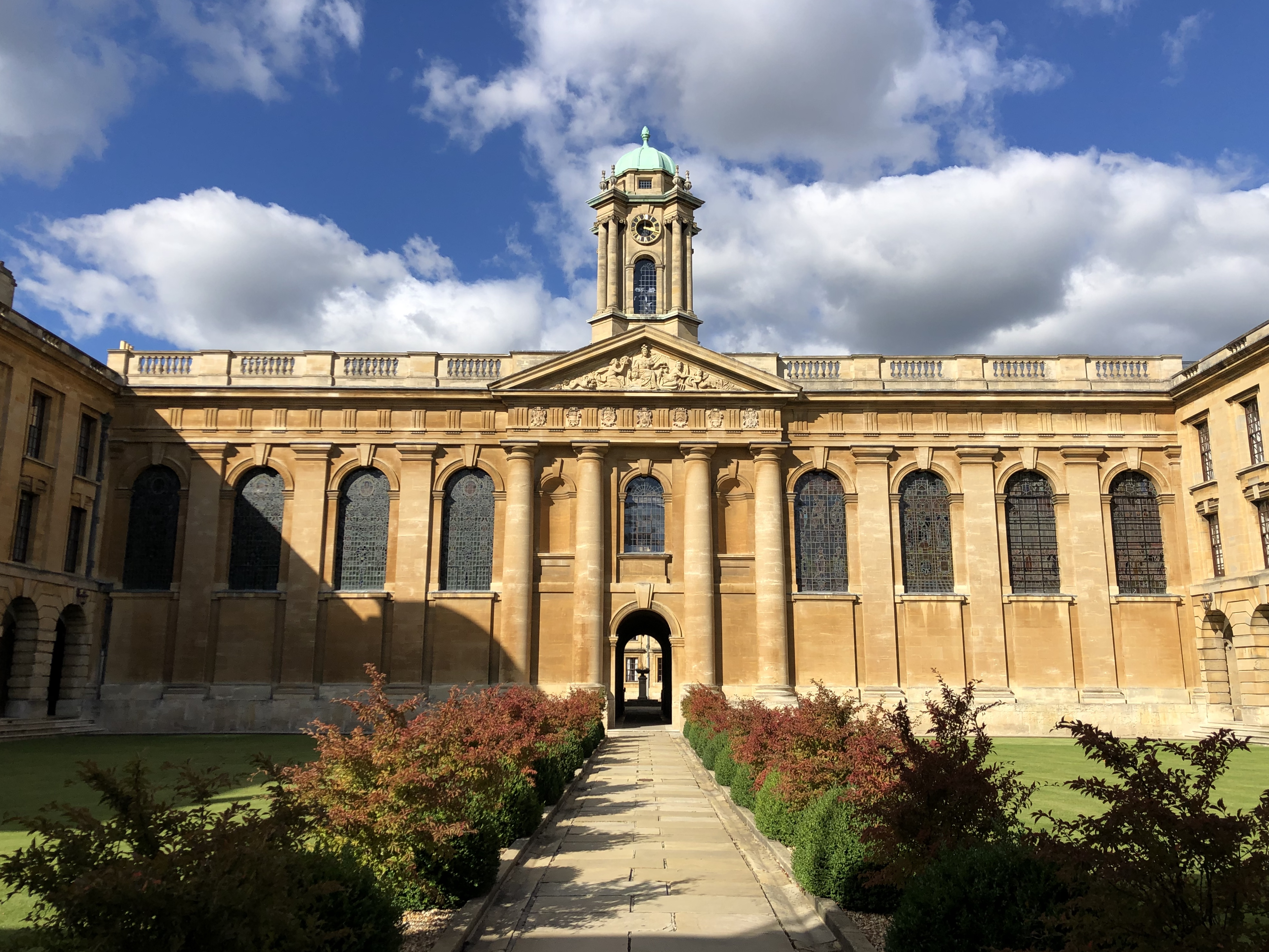
Квін-коледж в Оксфорді.

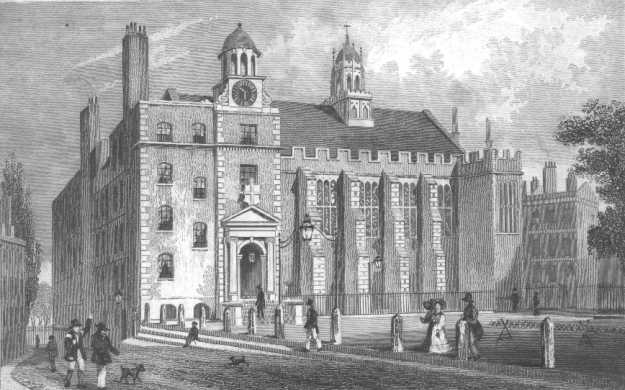
Юридична школа «Мідл-Темпл».

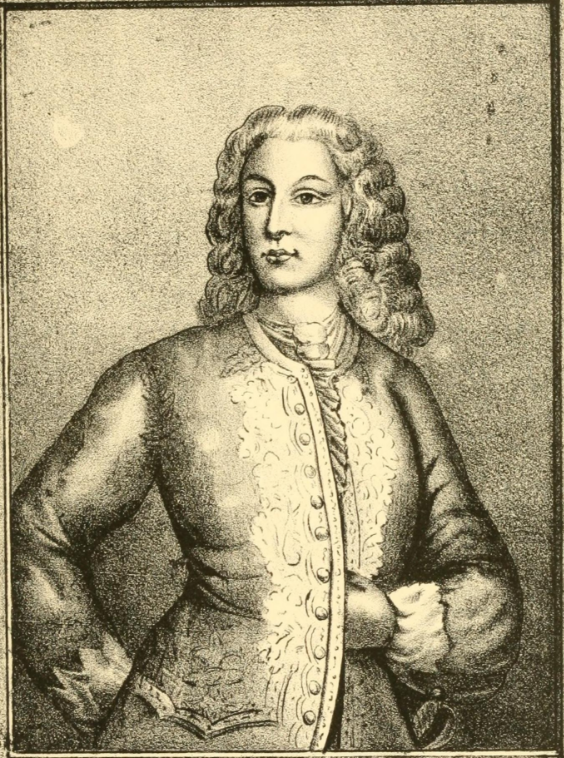
Джастін Мак Карті (1643—1694) — І віконт Маунткашел.

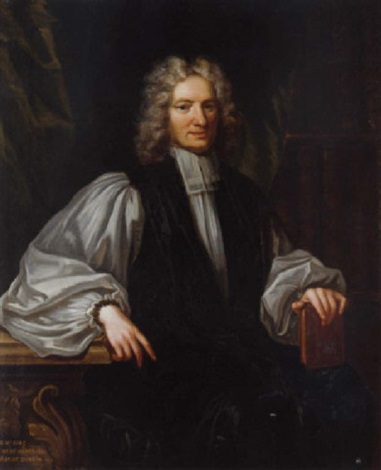
Вільям Кінг (1650—1729) — єпископ Деррі.

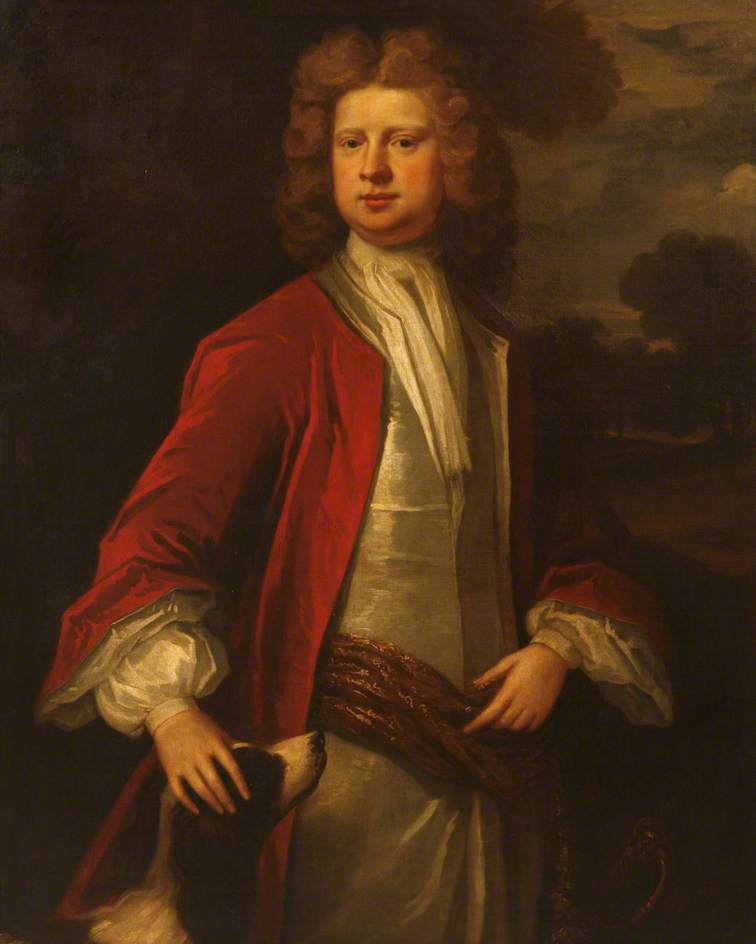
Річард Еджкамб (1680—1758) — І барон Еджкамб.

Сер Річард Пайн (1644 — грудень 1709) — ірландський землевласник, адвокат, суддя, політік. Він обіймав посаду головного лорд-судді Ірландії з 1695 по 1709 рік. Був уповноважений охоронець Великої Державної Печатки Ірландії в 1690 році.

## Життєпис

### Походження— Пайни з Могілі
Річард Пайн народився в графстві Корк. Він був четвертим сином Ніколаса Пайна з Могілі, що поблизу Каслмартір та Джейн Тайнт — доньки та спадкоємиці сера Роберта Тайнта з Баллікренан (з родини баронетів Тайнт) та його дружини Елізабет Бойл. Вони були родичами графа Корк. Ніколас Пайн був ключовим свідком обвинувачення на судовому процесі проти Флоренс Ньютон за чаклунство, що відбувся в Югалі в 1661 році.
Ніколас Пайн був старшим сином англійського колоніста Генрі Пайна з Могілі. Генрі, що, як вважається, належав до молодшої гілки видатної родини Пайн з Аптон-Пайн, Девон, отримав значну кількість земель в оренду в графстві Корк приблизно в 1589 році та побудував замок Могілі (що не зберігся). Під час серйозних заворушень в Ірландії в 1598 році він врятувався стрімкою втечею назад до Англії, але пізніше був звинувачений у таємній допомозі ірландським повстанцям. Справедливості заради треба сказати, що Пайн був лише одним із багатьох англійських поселенців у Манстері, які ганебно втекли в безпечне місце під час чергового повстання за незалежність Ірландії. Приблизно в 1601 році Генрі повернувся до Ірландії та розбагатів, незважаючи на конфлікти з іншими поселенцями, зокрема з сером Уолтером Рейлі, у якого він орендував свої землі, та грізним Річардом Бойлом, І графом Корк, що захищав інтереси Рейлі. Ширилось багато пліток про його безсовісність. Генрі Пайн помер десь після 1620 року. Його дружиною була міс Стронг з Данкіта, графство Кілкенні, Ірландія.

### Освіта і початок кар'єри
Річард Пайн вступив до Оксфордського королівського коледжу в 1662 році і того ж року вступив до юридичної школи «Міддл-Темпл». Почав працювати адвокатом у 1669 році в Англії, а потім в Ірландії в 1674 році, коли він також почав працювати в Королівському суді Ірландії. Того ж року він успадкував маєтки свого брата Генріха, який щойно помер бездітним (їхній батько помер у 1670 році). У 1685 році він став королівським радником, а в 1686 році — радником ірландської податкової комісії. Хоча він був готовий прийняти посаду за часів правління короля-католика Якова II, він сам був затятим протестантом і співчував партії вігів в політиці, а пізніше був прихильником «Славетної Революції» 1688 року. У 1688 році він різко посварився з Джастіном Мак Карті, віконтом Маунткашел, один із найвпливовіших ірландських генералів скинутого короля Англії та Ірландії Якова II, але пізніше Річард Пайн заперечував, що бився з ним на дуелі.

### Юридична кар'єра
Після битви на річці Бойн в 1690 році він був призначений спільним уповноваженим охоронцем Великої Державної Печатки Ірландії разом із сером Річардом Райвсом і сером Робертом Рочфортом, а також виконував обов'язки судді Ойєра і Термінера в Ольстері. На початку 1691 року він був призначений Головний суддею Ірландської спільної справи, на особисте прохання нового короля Англії, Шотландії та Ірландії Вільгельма III Оранського. Це був помітний знак королівської прихильності, оскільки посада, очевидно, вже була обіцяна Джону Осборну, старшому сержанту Ірландії. Рішення призначити Річарда Пайна натомість може відображати зростаючу непопулярність Осборна серед його політичного керівництва, Осборна наступного року усунули його з посади за грубу непокору. Річард Пайн був посвячений у лицарі в 1692 році. Він отримав посаду головного лорд-судді Королівської лави в Ірландії в 1695 році. Останню посаду він обіймав до самої смерті, хоча, здається, в останні роки його здоров'я погіршилося, і він часто відвідував Бат з надією вилікуватись.
Авторка мемуарів та поетеса Елізабет Фрік (яка була англійкою, але вийшла заміж за есквайра Фріка з графства Корк і оселилася там) у своєму щоденнику зазначала, що Річард Пайн головував на суді в Корку в 1694 році, де він засудив 28 чоловіків до страти через повішення і до таврування на руці (останнє було частим покаранням за тяжкі, але не карані злочини). Елізабет звернулася з особистим клопотанням про помилування в одній справі, коли вона вважала, що засуджений був винним у ненавмисному вбивстві, а не в зумисному вбивстві. Річард Пайн головував на судовому процесі щодо розтрат над полковником Джеймсом Воллером, лейтенант-губернатором Кінсейла у 1697 році. Як головний суддя він вступив у конфлікт із впливовим священнослужителем Вільямом Кінгом, єпископом Деррі та майбутнім архієпископом Дубліна, який звинуватив його у втручанні у церковні справи. Річард Пайн значиться як один із опікунів Королівських готелів у 1706 році. Він був нагороджений відзнаками міста Дубліна в 1707 році. Він помер у своєму англійському маєтку в Сурреї в грудні 1709 року.

## Власність
Річард Пайн був значним землевласником у графстві Корк: він жив переважно в маєтку Вотерпарк, що поблизу Каррігалайн, а також він придбав маєтки в Ардра та Баллінанеала. У 1703 році він купив замок Бларні, але через кілька місяців продав його, мабуть, на основі чуток (як виявилося необґрунтованих), що позбавлені власності колишні володарі замків, такі як Мак Карті, збираються повернути його. Він також володів маєтком в Ешлі, поблизу Гілдфорда, графство Суррей, де він і помер, і маєтком Грейт-Кодхем-Хол, що поблизу Брейнтрі, графство Ессекс. Сьогодні його пам'ятають головним чином як будівельника будинку Баліволан-Холл біля Фермоя, хоча він був завершений лише через значний час після його смерті.

## Родина
Річард Пайн одружився з Кетрін Вандесфорд, дочкою сера Крістофера Вандсфорда, І баронета Кірклінгтон, Йоркшир і його дружини Елеонор Лоутер. Кетрін була онукою державного діяча Крістофера Вандесфорда, лорда-депутата Ірландії та Еліс Осборн. Його єдиний син Генрі одружився з Енн Еджкамб, донькою сера Річарда Еджкамба та леді Енн Монтегю, а також сестрою Річарда Еджкамба, І барона Еджкамба. Їхня донька Анна вийшла заміж за сера Генрі Кавендіша і була матір'ю державного діяча сера Генрі Кавендіша, ІІ баронета Каведіш, чиї нащадки отримали титул барона Вотерпарк.
Річард Пайн також залишив значні землі, включаючи Баліволан, своєму племіннику Роберту Вейкегему, сину його сестри Джейн. Джейн вийшла заміж за двоюрідного брата: її тітка Кетрін Пайн вийшла заміж за Річарда Вейкегема. Як умову успадкування цих земель, викладену в заповіті його дядька, Роберт додав прізвище Пайн до свого початкового імені. Прізвище Вайкегем Пайн залишався за власниками Баліволен протягом кількох поколінь. Роберт помер до 1715 року, коли його вдова Маргарет подала позов до Канцелярського суду.

## Репутація
У 1698 році письменник і видавець ірландського походження Джон Дантон, що відвідав Дублін, дав позитивну оцінку більшості ірландських суддів, включаючи Річарда Пайна, описуючи їх як «людей, репутація яких така, що ніхто на них не скаржиться». Портрет Річарда Пайна в суддівській мантії роботи Вільяма Ганді все ще існує.